# Friedrich Ernst Dorn
Friedrich Ernst Dorn (27 de juliol de 1848 - 16 desembre de 1916) va ser un físic alemany i va ser el primer en descobrir que una substància amb radioactivitat, posteriorment anomenada radó (Dorn en deia simplement una “emanació”), s'emet des del radi, una substància que va rebre la consideració d'element químic i amb el nom de radi des del 1923. Dorn va estudiar a Königsberg i va ser professor a la Universitat de Halle.